# Kusuo Kitamura

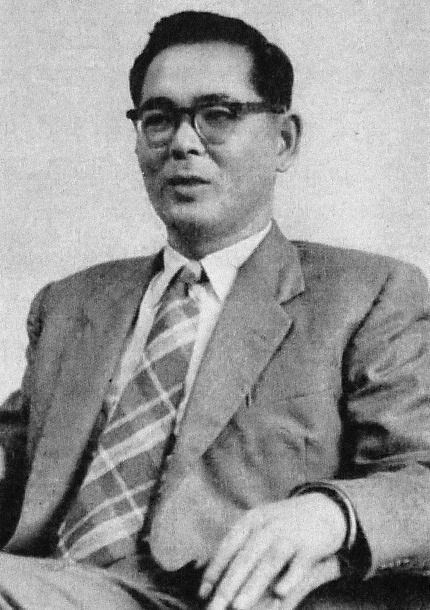
Kusuo Kitamura en 1956

Pour les articles homonymes, voir Kitamura.
Kusuo Kitamura (北村 久寿雄, Kitamura Kusuo), né le 9 octobre 1917 à Kōchi et mort le 6 juin 1996, est un nageur japonais.

## Jeux olympiques
- Jeux olympiques de 1932 à Los Angeles (États-Unis) :
  -  Médaille d'or sur 1 500 mètres nage libre, alors seulement âgé de 14 ans.